# Micracanthia floridana
Micracanthia floridana är en insektsart som beskrevs av Drake och Chapman 1953. Micracanthia floridana ingår i släktet Micracanthia och familjen strandskinnbaggar. Inga underarter finns listade i Catalogue of Life.